# Ystads OK
Ystads OK är en orienteringsklubb i Ystad. Föreningen grundades 1986, och klubblokalen är belägen i Ystads sandskog. Klubbdressarna är färgade i gult och grått.
2002 utsågs Ystads OK till årets ungdomsförening av ungdomskommittén i Skånes Orienteringsförbund. 2009 arrangerade klubben tillsammans med OK Kontinent den 70:e upplagan av Fyrklubbsorienteringen, med över 1 100 deltagande orienterare. 2022 var Ystads OK tillsammans med Andrarums IF arrangörer för skånska distriktsmästerskapet i sprint. 2023 tog Lina Ås, tävlande för Ystads OK, silver i D18-klassen vid O-ringen.